# Тимур Мельник
Тимур Мельник (род. 9 июля 1985) — австрийский классический скрипач и педагог украинского происхождения.

## Жизнь и карьера
Тимур Мельник преподает в венской консерватории музыки и драматического искусства им. Прайнер и регулярно дает международные мастер-классы в Европе, России и в летней школе музыки JVL(англ. JVL Summer School of Music) в Канаде. Он также является бывшим помощником профессора Павла Верникова в Лозаннской консерватории(фр. Conservatoire De Lausanne HEMU Sion) в Сьоне(Швейцария) и иногда в музыкальной школе Фьезоле (известная своим итальянским названием Scuola Di Musica Di Fiesole) в Италии.
На данный момент[когда?] проживает в Вене, Австрия. Родился в Киеве. Учился с профессором Михаэлем Фришеншлагером в Венском университете музыки и исполнительского искусства; с профессором Анной Мельник в музыкальной школе «Коста Манойлович» и в школе «Horeum Margi» для музыкально одаренных детей в Сербии. Дальнейшие художественные импульсы он получил от профессора Захара Брона(русский и немецкий скрипач и музыкальный педагог.), Профессора Павла Верникова (Вена), проф. Евгении Чугаева (Москва) и маэстро Владимира Спивакова.
Тимур был членом жюри на международном музыкальном конкурсе «EURITMIA» в Италии, «SVIREL» в Словении, Международный форум музыкального исполнения и педагогики в Австрии и на конкурсе республик (англ. the Republican Competition) в Сербии.
В студенческие годы он был удостоен наград на международных конкурсах с скрипки: второе место и приз зрительских симпатий на международном музыкальном конкурсе им. "Иоганнеса Брамса" в Австрии, главный и первый приз на Osaka International Music Competition в Японии и специальный приз European Sting Teachers Association на the «Fritz Kreisler» International Violin Competition в Вене, Австрия. На протяжении обучения он был удостоен стипендии им. Герберта фон Караяна из фонда Австрии.
В 2008 году Тимур Мельник получил австрийское гражданство

## Записи
- 2007 «Reflections» с трудами Д.Шостаковича, Альфреда Шнитке, Иван Ероде, Vienna Music Records
- 2008 «Tymur» с трудами Пабло Сарасате, Чайковского, Мануэль де Фалья Перечень (англ. Querstand), B001I3GCEG
- 2015 «Souvenirs» с трудами Иоганнеса Брамса, Пиаф, Эдит, Т.Мельник, Vienna Music Records